# Tele 5 (Polen)
Tele 5 ist ein privater polnischer Fernsehsender mit Sitz in Warschau.
Tele 5 startete am 19. April 2002 um 19:00 Uhr und ersetzte den Sender Super 1. Der Sender gehört zu Polcast Television.
Tele 5 konzentriert sich auf Filme und Unterhaltung und zeigt neben Produktionen aus Europa und Amerika, wie Filme, Serien, Telenovelas und Dokumentarfilme, auch eigenproduzierte Magazine, Kultur-, Unterhaltungs- und Kochsendungen. Zusätzlich werden Sportsendungen übertragen.
Der Sender ist über Kabel, unverschlüsselt digital über Hot Bird und über die Plattformen Cyfra+, Cyfrowy Polsat und n empfangbar, womit der Sender in Polen 16 Millionen Zuschauer erreicht.